# Amber Pacific
Amber Pacific ist eine 2002 gegründete Pop-Punk-Band aus Seattle, Washington, USA. Unter dem Namen Follow Through traten sie anfangs zum Spaß in ihrer Heimatstadt auf. Sie nahmen 2004, 2005, 2006, und 2007 an der Warped Tour teil.

## Geschichte
Am 16. Oktober 2006 begannen sie ihr drittes Studioalbum aufzunehmen, welches im Mai 2007 veröffentlicht wurde und den Namen Truth in Sincerity trägt. Die erste veröffentlichte Single des Albums ist Fall Back into My Life und erscheint im Soundtrack zu dem Film TMNT (Teenage Mutant Ninja Turtles).
Am 26. Februar 2008 entschied sich der Frontsänger Matt Young jedoch die Band zu verlassen. Für ihn wurde der bereits aus einer kanadischen Casting-Show bekannte Jesse Cottam in die Band geholt.
Aus finanziellen Gründen wurde er jedoch im Februar 2011 aus der Band geworfen. Will Nutter, Gitarrist der Band, bat daraufhin den ehemaligen Sänger Matt Young, seine Entscheidung nochmals zu überdenken, woraufhin er in die Band zurückkehrte.
Im Herbst 2011 gab Amber Pacific bekannt, dass der langjährige Freund der Band, Jeremy Gibbons, Greg Strong als Bassisten ablösen wird. Gibbons hatte bereits zuvor als Sänger und Bassist zusammen mit Amber Pacific Drummer Dango in der Band DDP-Project gewirkt.

## Diskografie
Alben
- The Possibility and the Promise (24. Mai, 2005) (U.S. 70,000+)
- Truth in Sincerity (22. Mai, 2007) US Billboard 200 Bestplatzierung: 64
- Virtues (13. April, 2010)
- The Turn (2. September, 2014)

EPs
- Fading Days (2004)
- Acoustic Sessions (2006)
- Acoustic Connect Sets (2008)
- Amber Pacific (2008)

Auf Samplern vertreten
- Vans Warped Tour 2004 (Disc 2, Track 24 - Thoughts Before Me)
- Vans Warped Tour 2005 (Disc 1, Track 14 - Gone So Young)
- Vans Warped Tour 2007 (Disc 1, Track 13 - Summer [In B])
- Punk Goes 80s (Track 15 - Video Killed The Radio Star)
- Hopelessly Devoted To You, Vol. 5 (Disc 1, Track 2 - Always You/Disc 1, Track 10 - Leaving What You Wanted)
- Hopelessly Devoted To You Vol. 6 (Disc 1, Track 1 - Gone So Young/Disc 1, Track 14 - Poetically Pathetic Acoustic/Disc 2, Track 21 - Always You)
- Take Action! Volume 5 (Disc 1, Track 7 - Poetically Pathetic)

Soundtracks
- Burnout 3: Takedown Soundtrack (Always You)
- Flicka TV Spot (Gone So Young)
- TMNT – Teenage Mutant Ninja Turtles Soundtrack (Fall Back Into My Life)
- Piranha 3DD (The Good Life)